# 扰动函数
最优化领域中，扰动函数（perturbation function）是与主问题和对偶问题相关的任何函数。由于任何此类函数都定义了对初始问题的扰动，所以叫做扰动函数。很多时候这种扰动的形式是约束的调整（shift）。
有时值函数（value function）也被称作扰动函数，而扰动函数则称作双函数（bifunction）。

## 定义
给定豪斯多夫局部凸空间的两个对偶对{\displaystyle \left(X,X^{*}\right)}、{\displaystyle \left(Y,Y^{*}\right)}，以及函数{\displaystyle f:X\to \mathbb {R} \cup \{+\infty \}}，可以定义主问题为
{\displaystyle \inf _{x\in X}f(x).\,}
可令{\displaystyle f\leftarrow f+I_{\mathrm {constraints} }}以将约束嵌入f，其中I是示性函数。则{\displaystyle F:X\times Y\to \mathbb {R} \cup \{+\infty \}}是扰动函数，当且仅当{\displaystyle F(x,0)=f(x)}。

## 在对偶性中的应用
对偶间隙是不等式右式与左式之差
{\displaystyle \sup _{y^{*}\in Y^{*}}-F^{*}(0,y^{*})\leq \inf _{x\in X}F(x,0),}
其中{\displaystyle F^{*}}是两个变量的凸共轭。
对扰动函数F的任意选择，弱对偶都成立。有一些条件一旦满足，就意味着强对偶。例如，若F是下半连续的真联合凸函数，且{\displaystyle 0\in \operatorname {core} ({\Pr }_{Y}(\operatorname {dom} F))}（其中{\displaystyle \operatorname {core} }是代数内部，{\displaystyle {\Pr }_{Y}}是由{\displaystyle {\Pr }_{Y}(x,y)=y}定义的到Y的投影），并且X、Y是弗雷歇空间，则强对偶性成立。

## 例子

### 拉格朗日量
令{\displaystyle (X,X^{*})}、{\displaystyle (Y,Y^{*})}对偶（为对偶对）。给定主问题（最小化{\displaystyle f(x)}）与相关的扰动函数（{\displaystyle F(x,\ y)}），则拉格朗日量{\displaystyle L:X\times Y^{*}\to \mathbb {R} \cup \{+\infty \}}是F关于y的负共轭（即凸共轭），也就是说拉格朗日量的定义是
{\displaystyle L(x,y^{*})=\inf _{y\in Y}\left\{F(x,y)-y^{*}(y)\right\}.}
特别地，弱对偶minmax方程可以证明为
{\displaystyle \sup _{y^{*}\in Y^{*}}-F^{*}(0,y^{*})=\sup _{y^{*}\in Y^{*}}\inf _{x\in X}L(x,y^{*})\leq \inf _{x\in X}\sup _{y^{*}\in Y^{*}}L(x,y^{*})=\inf _{x\in X}F(x,0).}
若主问题是
{\displaystyle \inf _{x:g(x)\leq 0}f(x)=\inf _{x\in X}{\tilde {f}}(x)}
其中{\displaystyle {\tilde {f}}(x)=f(x)+I_{\mathbb {R} _{+}^{d}}(-g(x))}。则若扰动是
{\displaystyle \inf _{x:g(x)\leq y}f(x)}
则扰动函数是
{\displaystyle F(x,y)=f(x)+I_{\mathbb {R} _{+}^{d}}(y-g(x)).}
于是，可见与拉格朗日对偶的联系，因为L可以简单地看成是
{\displaystyle L(x,y^{*})={\begin{cases}f(x)-y^{*}(g(x))&{\text{if }}y^{*}\in \mathbb {R} _{-}^{d},\\-\infty &{\text{else}}.\end{cases}}}

### 芬切尔对偶性
令{\displaystyle (X,X^{*})}、{\displaystyle (Y,Y^{*})}对偶。假定存在线性映射{\displaystyle T:X\to Y}与伴随算子{\displaystyle T^{*}:Y^{*}\to X^{*}}。假定主目标函数{\displaystyle f(x)}（通过示性函数，包含了约束）可以写作{\displaystyle f(x)=J(x,Tx)}使得{\displaystyle J:X\times Y\to \mathbb {R} \cup \{+\infty \}}，则扰动函数为
{\displaystyle F(x,y)=J(x,Tx-y).}
特别地，若主目标函数是{\displaystyle f(x)+g(Tx)}，则扰动函数来自{\displaystyle F(x,y)=f(x)+g(Tx-y)}，这是芬切尔对偶性的传统定义。